# Stenocranus sukumonus
Stenocranus sukumonus är en insektsart som beskrevs av Matsumura 1935. Stenocranus sukumonus ingår i släktet Stenocranus och familjen sporrstritar. Inga underarter finns listade i Catalogue of Life.